# Lessini Durello Spumante riserva
Il Lessini Durello Spumante riserva è un vino DOC la cui produzione è consentita nelle province di Verona e Vicenza.

## Caratteristiche organolettiche
- colore: giallo paglierino più o meno carico.
- odore: vinoso, profumo delicato e caratteristico.
- sapore: asciutto, acidulo, di corpo, talvolta leggermente tannico.